# Белов, Борис Михайлович
Борис Михайлович Белов (15 июня 1953, Челябинск — 18 марта 2014) — советский хоккеист, защитник. Мастер спорта СССР. Российский тренер.

## Биография
Воспитанник челябинского «Трактора», тренер Пётр Дубровин. В составе «Трактора» победитель юношеского чемпионата СССР 1968/69, второй призёр молодёжного чемпионата СССР 1971/72. В первенстве СССР дебютировал в команде второй лиги СКА-Свердловск (1972/73 — 1973/74). Со следующего сезона — игрок «Трактора» в высшей лиге. В сезоне 1976/77, когда команда завоевала бронзовые медали, провёл 15 матчей. По ходу сезона 1978/79 стал играть за «Металлург» Челябинск из первой лиги. Шесть сезонов (1980/81 — 1985/86) провёл в «Автомобилисте» Караганда. После сезона 1986/87, проведённого в челябинском «Металлурге», завершил карьеру.
Главный тренер команд «Коркино» (1998/99), «Горняк» Рудный (Казахстан, 2002/03). Тренировал клубы «Сталь» Аша, «Урал-трансгаз».
Скончался 18 марта 2014 года.